# アリスター・ブラマー
アリスター・ブラマー（Alistair　Brammer、1988年11月12日- ）は、イギリスのミュージカル俳優。
デヴォンのエクスマス出身で、姉5人兄1人を持つ7人姉弟の末子。
2012年12月公開の映画『レ・ミゼラブル』にジャン・プルーヴェール (Jean Prouvaire) 役で出演。2010年10月3日に行われたレ・ミゼラブル25周年記念コンサートでも同役で主演している。2012年にはクイーンズ劇場で行われたミュージカル『レ・ミゼラブル』にMarius役で出演している。
出演作には『ヘアー』『ヨセフ・アンド・ザ・アメージング・テクニカラー・ドリームコート』『タブー』やミュージカル版『戦火の馬』などがある。
2013年12月21日、『ミス・サイゴン』のウェストエンド・リバイバル公演で、Chris役に配せられたことが発表された。